# Maryville (Tennessee)
Maryville es una ciudad ubicada en el condado de Blount en el estado estadounidense de Tennessee. En el Censo de 2010 tenía una población de 27.465 habitantes y una densidad poblacional de 631,13 personas por km².

## Geografía
Maryville se encuentra ubicada en las coordenadas 35°44′49″N 83°58′43″O / 35.74694, -83.97861. Según la Oficina del Censo de los Estados Unidos, Maryville tiene una superficie total de 43.52 km², de la cual 43.52 km² corresponden a tierra firme y (0%) 0 km² es agua.

## Demografía
Según el censo de 2010, había 27.465 personas residiendo en Maryville. La densidad de población era de 631,13 hab./km². De los 27.465 habitantes, Maryville estaba compuesto por el 0.09% blancos, el 3.23% eran afroamericanos, el 0.33% eran amerindios, el 1.53% eran asiáticos, el 0.03% eran isleños del Pacífico, el 1.08% eran de otras razas y el 1.8% pertenecían a dos o más razas. Del total de la población el 3.16% eran hispanos o latinos de cualquier raza.

## Personalidades
- Lamar Alexander, político